# Rio Fiad
O Rio Fiad é um rio da Romênia, afluente do Sălăuţa, localizado no distrito de Bistriţa-Năsăud.